# Denunziation

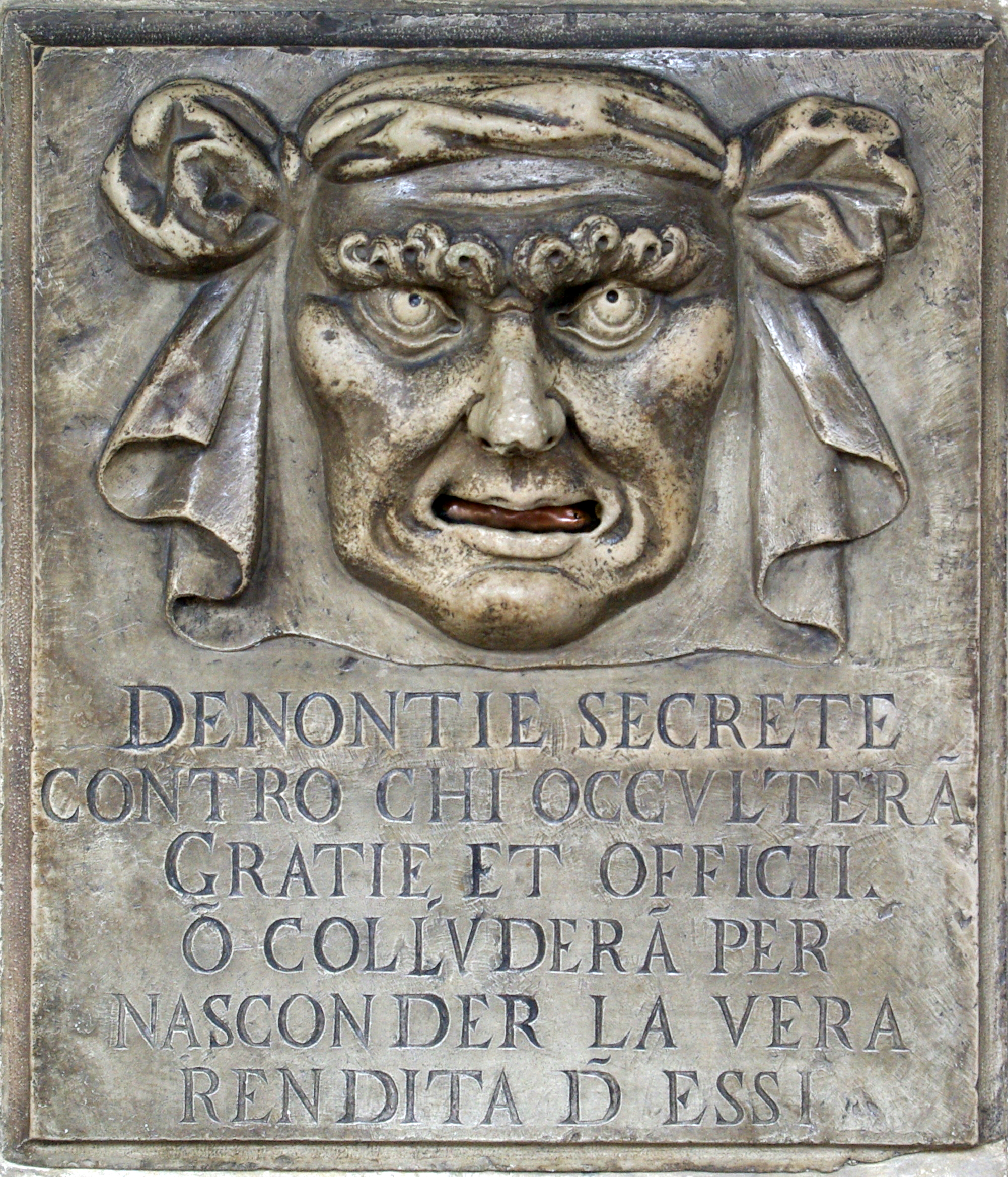
Ein „Löwenmaul“ (Bocca di Leone) am Dogenpalast in Venedig. In der Republik Venedig konnten Denunzianten ihre geheimen Anzeigen in solche „Löwenmäuler“ einwerfen. Der italienische Text lautet übersetzt: „Geheime Denunziationen gegen diejenigen, die Gefälligkeiten und Dienste verheimlichen oder sich im Geheimen absprechen, um den wahren Gewinn daraus zu verbergen“.

Unter einer Denunziation (lateinisch denuntiatio ‚Anzeige‘) versteht man das Erstatten einer (Straf-)Anzeige durch einen Denunzianten aus persönlichen, niedrigen Beweggründen, zum Beispiel, um einen persönlichen Vorteil zu erlangen. Der Denunziant erstattet Anzeige bei einer Institution, die der denunzierten Person übergeordnet ist. Die Denunziation kann anonym geschehen, wenn der Denunziant ein Interesse daran hat, dass die von ihm denunzierte Person, Institution oder Gruppe nicht erfahren soll, wer hinter der Anzeige steckt.
Das Wort „denunzieren“ hat noch eine weitere, aus dem englischen (to denounce) stammende Wortbedeutung, nämlich „als negativ hinstellen, brandmarken, öffentlich verurteilen“. Das öffentliche Denunzieren stellt aber keine Denunziation im Wortsinn dar. Bestandteil der Denunziation ist immer die Anzeige bei einer übergeordneten Institution aus persönlichen, niedrigen Beweggründen.
Das Wort „Denunziation“ bzw. „Denunziant“ kann z. B. in politischen Auseinandersetzungen genutzt werden, um Kritiker zu diffamieren. Im österreichischen Sprachgebrauch wird ein Denunziant auch als „Vernaderer“ bezeichnet.

## Begriff
Der Begriff der Denunziation ist negativ konnotiert. Im Unterschied zur Denunziation ist die Anzeige im Fall von schweren Straftaten wie Mord oder Vergewaltigung und nicht politisch motivierten Delikten wie Diebstahl selbst in Unrechtsregimen gesellschaftlich akzeptiert. Daher weisen Autoren darauf hin, im Kontext von Diktaturen wie der DDR oder dem Dritten Reich zwischen Denunziation und berechtigter Anzeige zu unterscheiden. Ebenfalls kein Denunziant ist, wer zur Abwehr von Gefahren für die Allgemeinheit oder einen Teil derselben bei Ämtern und Behörden auf einen Missstand hinweist. Hier wird neuerdings der Begriff „Whistleblower“ gebraucht.
Anzeigen können legitim sein, werden aber in Diktaturen missbraucht, indem sie diffus geweitet werden. Booß und Müller-Enbergs haben darauf hingewiesen, dass die Information über nahestehende Personen an den Staat generell in einem Spannungsverhältnis steht. Auf der einen Seite gibt es eine eher private Moral, die Indiskretionen gegenüber Nachbarn, Verwandten und Freunden ächtet, auf der anderen Seite gibt es besonders in Weltanschauungsdiktaturen Erwartungen des Staates. In diesem Spannungsfeld gibt es ein breites Feld von Verhaltensweisen, das von der legitimen Anzeige bis zur klassischen Denunziation reicht.
Denunziation kann gezielt als Mittel zur staatlichen Informationsbeschaffung gefördert werden und dabei so unterschiedlichen Zwecken dienen wie der Entnazifizierung in den Ost- und Westzonen des besetzten Deutschlands oder der „Volkskontrolle“ beim Aufbau einer neuen Gesellschaft in der DDR. So kann Denunziation je nach Sichtweise als „Verbrechen gegen die Menschlichkeit“ und als Straftatbestand gewertet, aber auch als Zeichen „antifaschistischer Wachsamkeit“ (Erich Mielke 1948) anerkannt werden.
Im ethischen Sinn wird allgemein von Denunziation gesprochen, wenn in einem nicht freiheitlichen System Menschen auf aggressive Weise bei staatlichen Vollzugsbehörden angeschuldigt werden, obwohl dem Anzeigenden klar sein muss, dass er sie damit der Gefahr der politisch motivierten Verfolgung aussetzt (siehe auch: Heimtückegesetz). Als berühmtester Denunziant in der westlichen Kulturgeschichte gilt Judas Iskariot, der gemäß dem Neuen Testament als einer der zwölf Jünger des Jesus von Nazaret dessen Festnahme und anschließende Auslieferung an die Römer ermöglichte.
Klatsch und Denunziation sind eng miteinander verwobene Kommunikationsprozesse, die häufig der Ausgrenzung Einzelner dienen. Die Denunziation zeichnet dabei die Besonderheit aus, dass sie an eine übergeordnete Instanz (Vorgesetzte, Partei, staatliche Stellen) ergeht, von der – in aller Regel unausgesprochen – Sanktionen gegen die Betroffenen erwartet werden. Insofern ist sie ein Mittel der sozialen Kontrolle, das die „höhere Instanz“ gern zu instrumentalisieren versucht. Nicht selten treten Neid und Rachegefühle als Motive für Denunziation zu Tage, die dann als gesellschaftspolitisches oder gar staatserhaltendes Anliegen verbrämt wird. Seit jeher spielt etwa die sexuelle Denunziation nicht nur im Alltag, sondern auch in der politischen Auseinandersetzung eine erhebliche Rolle.

## In Deutschland
Allgemein bekannt ist der Spruch „Der größte Lump im ganzen Land, das ist und bleibt der Denunziant“. Die Urheberschaft wird oft Hoffmann von Fallersleben zugeschrieben, seit dieser Vers in die Zitatensammlungen von Daniel Sanders (1906) und Richard Zoozmann (1911) aufgenommen wurde. Die dortige Quellenangabe „Polit. Gedichte: Sprüche 17“ ist jedoch nicht nachvollziehbar, und auch sonst ist das Zitat im Werk Hoffmanns nicht festzustellen.
Nah liegt es allerdings, darin eine auf einen Satz verdichtete Paraphrasierung des Liedes Der Denunziant von Max Kegel zu sehen, das 1884 – in der Zeit des Sozialistengesetzes – anonym in der satirischen Zeitschrift Der wahre Jacob erschienen war und unter anderem folgende Verse enthält:
Verpestet ist ein ganzes Land,

Wo schleicht herum der Denunziant.

[…]

Der Menschheit Schandfleck wird genannt

Der niederträcht’ge Denunziant.

### Hexenverfolgung
Die Hexenverfolgung fand In Deutschland vor allem während der Frühen Neuzeit in Stadt und Land überwiegend auf Grund von Denunziationen statt, die auf dem Hexenglauben beruhten. Zur Hexe wurde, wen Mitbürgerinnen und Mitbürger der Hexerei beschuldigten. Ohne Denunziation wurde in der Regel niemandem der Prozess gemacht. Die Ursachen für den Hexenwahn waren vielfältig. Häufig förderten Seuchen, Brände, Hungersnöte oder ähnliche Bedrängnisse den Drang nach der Verfolgung vermeintlicher Hexen und Zauberer, die man für die Nöte verantwortlich machte. Die Hexenverfolgung in Deutschland erfolgte in mehreren Wellen. Zum Beispiel im Herzogtum Westfalen vom späten 16. Jahrhundert bis 1728. Die Region gehörte im 17. Jahrhundert zu den Schwerpunkten der Verfolgung im Heiligen Römischen Reich.

### Nationalsozialismus
Einige Maßnahmen wie die „Verordnung des Reichspräsidenten zur Abwehr heimtückischer Angriffe gegen die Regierung der nationalen Erhebung“, das Heimtückegesetz oder Propagandafeldzüge wie die Aktion gegen Miesmacher und Kritikaster von 1934 luden nachgerade zur Denunziation ein. Der „Meckerer-Feldzug“ nahm sogar solche Ausmaße an, dass das Reichsjustizministerium, das Reichsinnenministerium und das Geheime Staatspolizeiamt (Gestapa) mit Erlassen versuchten, dem ausufernden Denunziantentum entgegenzuwirken. Alle Versuche, die Zahl der privat motivierten Denunziationen zu begrenzen oder sogar mit Sanktionen zu belegen, mussten aber scheitern, weil politische Denunziationen andererseits erwünscht waren, wenn es um Machtinteressen des Regimes ging.
Die Historikerin und Erziehungswissenschaftlerin Gisela Diewald-Kerkmann bezeichnet die Denunziation in der Zeit des Nationalsozialismus als ein „spontanes und freiwilliges Massenphänomen“. Ethische Barrieren reduzierten sich, wenn der Anzeigende mit den nationalsozialistischen Normen übereinstimmte, hier insbesondere der Rassenideologie und der Fiktion einer „Volksgemeinschaft“, die Andersdenkende ausgrenzte. Regionale Untersuchungen zeigen zwei zahlenmäßige Höhepunkte im Anzeigeverhalten, das hauptsächlich über Amtsträger der NSDAP und ihrer Nebenorganisationen lief. In den Jahren 1935 und 1936 wurden nicht nur Juden wegen vermeintlicher Rassenschande zum Opfer politischer Denunziation; die Anzeigen richteten sich auch gegen diejenigen, die den Kontakt zu ihren jüdischen Nachbarn und Mitbürgern nicht abbrachen. Ein zweiter Höhepunkt der Anzeigen ist für 1943 und 1944 nachweisbar. Dabei ging es um sogenannte Rundfunkverbrechen, um „Gerüchtemacher und Defätisten“ und schließlich auch „Verräter“. Wenn ein Fall als Wehrkraftzersetzung vor Sondergerichten oder dem Volksgerichtshof verhandelt wurde, waren Todesurteile nicht selten.
Diewald-Kerkmann stellt in ihrer Untersuchung heraus, dass zwischen Denunziant und Denunziertem ein deutliches soziales Gefälle herrschte und Denunziation keineswegs eine „weibliche Domäne“ war. Helga Schubert wies allerdings auf der Grundlage ihrer vierjähriger Fallstudien nach, dass zumindest im Familienzusammenhang Männer mit Abstand die häufigsten Opfer von Denunziation waren. Sie wurden meistens durch Frauen denunziert, nicht zuletzt aus der eigenen Familie. In Schleswig-Holstein kamen beispielsweise im Bereich des Sondergerichts Kiel 12 % aller Anzeigen aus der eigenen Familie. Sie wurden zu 92 % von Frauen erstattet. Die meisten dieser sogenannten Judasfrauen wurden nach dem Krieg, insbesondere nach 1951, nicht zur Rechenschaft gezogen, sondern lebten unbehelligt weiter.
Die strafrechtliche Ahndung nach 1945 war wegen des Rückwirkungsverbots („nulla poena sine lege“) umstritten und konnte nur anhand des Kontrollratsgesetzes Nr. 10 durchgeführt werden. In den Jahren 1948 und 1949 mussten Denunzianten mit Gefängnisstrafen zwischen vier Monaten und fünf Jahren rechnen; drastischere Strafen ergingen gegen bezahlte Gestapo-Spitzel oder private Anzeiger, deren Opfer vom Volksgerichtshof abgeurteilt worden waren. Das Kontrollratsgesetz wurde 1951 aufgehoben; das deutsche Strafrecht erfasste nur schwerwiegende Tatbestände wie Freiheitsberaubung, Beihilfe zum Totschlag und Mord.
Die meisten der Denunzianten entschuldigten sich nach Kriegsende damit, sie hätten „fremdbestimmt, unter dem Zwang der Verhältnisse, getrieben von einer Atmosphäre aus Angst und Anpassungsdruck“ gehandelt.

### DDR
§ 225 des Strafgesetzbuchs der Deutschen Demokratischen Republik stellte die Nichtanzeige von bestimmten, als schwer eingestuften Straftaten, beispielsweise auch der ungesetzliche Grenzübertritt (§ 213 DDR-StGB) oder „Weitergabe von nicht geheim zu haltenden Nachrichten zum Nachteil der DDR“ (§ 99 DDR-StGB), unter Strafe, soweit es sich um bevorstehende oder noch nicht abgeschlossenen Taten handelte.
Nach Deutung von Diewald-Kerkmann war Denunziation in der Zeit des Nationalsozialismus ein „spontanes und freiwilliges Massenphänomen“, während der Verrat in der DDR „systematisch angeleitet und bürokratisiert“ wurde. Möglicherweise könne dies damit erklärt werden, dass sich das DDR-Regime nicht auf eine vergleichbar breite Zustimmung der Bevölkerung stützen konnte.
Die meisten inoffiziellen Mitarbeiter des MfS, aber auch andere Informanten wie die Auskunftspersonen (AKP), gingen nicht von sich aus auf die Geheimpolizei zu, sondern wurden vom MfS angesprochen. Dies unterscheidet sie vom „klassischen“ Denunzianten. In Summe waren solche Informationen aber derart indiskret, dass sie im Rahmen des Denunziationskomplexes untersucht werden müssen. Bei manchen dieser Informationen musste dem Informanten bewusst sein, dass er demjenigen, über den er redete, Schaden zufügen konnte. Wenn derartige Informationen freiwillig gegeben werden, wird der Raum der Denunziation im Engeren betreten.

### Bundesrepublik Deutschland
Auch in der Bundesrepublik Deutschland beschränkt sich die Anzeigepflicht (in § 138 dtStGB) auf geplante schwere Straftaten und dient somit nur deren Verhinderung. In diesen Fällen wird die Nichtanzeige geplanter Straftaten selbst als Vergehen eingestuft.
Im Westen Nachkriegsdeutschlands wurde – sieht man von den Aufforderungen der Militärregierung zur aktiven Mithilfe bei der Entnazifizierung ab – auf einer eher informellen Ebene über Denunziation als Mittel zur Lösung von Konflikten wie als Positionsbestimmung in der neuen demokratischen Ordnung verhandelt. „Der Vergleich der Gesellschaftsformen gibt uns auch einen Einblick, wie sich Rechts- und Unrechtsbewusstsein des Einzelnen auf Grund der Interventionen von Staat und Justiz verändern und verhaltensanleitend werden können“. Fallstudien aus der unmittelbaren Nachkriegszeit 1945 bis 1949, z. B. aus der ländlich-bäuerlich geprägten Region um Stade an der Unterelbe, weisen allerdings darauf hin, dass es offensichtlich nie einen Neuanfang gegeben hat. Die Bereitschaft zur Denunziation scheint weiterhin vorhanden gewesen zu sein, angeheizt durch die großen sozialen Zerwürfnisse zwischen der alteingesessenen Bevölkerung und den zahlreich hinzugezogenen Heimatvertriebenen. Denunziationen erscheinen hier – vor dem Hintergrund einer sozialen und wirtschaftlichen prekären Lage – überwiegend als Destillation von komplexen gesellschaftlichen Konflikten in der Alltagspraxis, z. B. um unerwünschte Personen und Gruppen auszuschließen.

## In der Russischen Föderation
Im modernen Russland wurden nicht nur alle unabhängigen Medien in Russland zum Schweigen gebracht, sondern durch die unablässige öffentliche Denunziation angeblicher Landesverräter durch die russische Propaganda auch die Bürger implizit zur Denunziation aufgerufen. Das 2012 eingeführte Gesetz über „ausländische Agenten“ in Russland dient zur Denunziation unliebsamer Organisationen und Privatpersonen. An Schulen und Universitäten waren schon ab Mitte der 2010er-Jahre staatliche Informanten zugange, welche „antistaatliche Machenschaften“ oder „destruktive politische Kräfte“ an Bildungseinrichtungen ermitteln sollten. In der Nowaja Gaseta warnte Irina Lukjanowa vor Gesinnungsprüfungen, welche, wie aus der Vergangenheit Russlands nur allzu gut bekannt, über Berufsmöglichkeiten entscheiden würden. Solcher politischer Gehorsam wurde selbst dann verlangt, als 15.000 Studenten gegen eine Fanzone der Fußball-WM 2018 auf dem Campus ihrer Universität unterschrieben hatten. Ihnen wurde mit schlechten Prüfungsnoten gedroht; es gab Denunziation, Überwachung durch den Geheimdienst und willkürliche „kompromittierende Beweise“ gegen Personen; dazu wurden die „ungehorsamen“ Studenten im Internet als „Faschisten“, „Terroristen“ oder „vom Ausland bezahlte Provokateure“ beschimpft. Präsident Wladimir Putin sprach von einer „Reinigung“ der Gesellschaft:

„Das russische Volk wird immer in der Lage sein, wahre Patrioten von Abschaum und Verrätern zu unterscheiden und sie einfach auszuspucken wie eine Mücke, die ihm versehentlich in den Mund geflogen ist.“

Durch den russischen Einmarsch in die Ukraine erlebte Russland einen Rekord an Denunziationen. Im ersten Halbjahr 2022 verzeichnete eine russische Behörde insgesamt 145.000 Denunziationen. Damit stieg die Zahl jener Beschuldigung in Russland um 25 Prozent gegenüber dem gleichen Vorjahreszeitraum an.

## In Belarus
2021 wurden über 4000 Denunzianten in Belarus selber denunziert. Polizeidaten waren gestohlen worden und solche im Land „traditionelle“ Denunziation im Internet der Öffentlichkeit mitgeteilt worden.

## Verwandte Bezeichnungen
- Tragen Angehörige eines Staates, Systems oder einer Institution Missstände nach außen, werden sie negativ als Staatsfeinde oder Nestbeschmutzer, positiv als Whistleblower bezeichnet.
- Denunziation unter Kindern wird Petzen genannt.
- Einige Rechtsordnungen sehen für die Denunziation von Straftaten Belohnungen vor, etwa einen Anteil am allfälligen Bußgeld (z. B. qui tam).
- Die Verleumdung ist etwa im deutschen Strafrecht klar geregelt, und bezeichnet ehrverletzende Behauptungen über eine Person, die wissentlich unwahr sind.
- Selbstdenunziation